# Joan Sims
Irene Joan Marion Sims (Laindon, 9 mei 1930 – Chelsea, 28 juni 2001) was een Brits actrice. Zij was bekend om haar rollen in de serie komische "Carry On"-films. 

## Filmografie
- John of the Fair (1951)
- Trouble in Store (1953)
- Meet Mr. Lucifer (1953)
- Will Any Gentleman...? (1953)
- The Square Ring (1953)
- To Dorothy a Son (1954)
- The Sea Shall Not Have Them (1954)
- The Belles of St. Trinian's (1954)
- The Young Lovers (1954, niet op aftiteling)
- What Every Woman Wants (1954)
- Doctor in the House (1954)
- Curtains for Harry (1955)
- Doctor at Sea (1955)
- As Long as They're Happy (1955)
- Dry Rot (1956)
- The Silken Affair (1956)
- Keep It Clean (1956)
- Lost (1956, niet op aftiteling)
- The Naked Truth (1957)
- Stars in Your Eyes (1957)
- Zoek het maar uit (1957)
- No Time for Tears (1957)
- Carry on Admiral (1957)
- Passport to Shame (1958, niet op aftiteling)
- Davy (1958)
- Upstairs and Downstairs (1959)
- Carry on Teacher (1959)
- Life in Emergency Ward 10 (1959)
- Carry on Nurse (1959)
- The Captain's Table (1959)
- Please Turn Over (1960)
- Doctor in Love (1960)
- 'Carry on Constable' (1960)
- No My Darling Daughter (1961)
- Watch Your Stern (1961)
- Mr. Topaze (1961)
- Carry on Regardless (1961)
- His and Hers (1961)
- Twice Round the Daffodils (1962)
- A Pair of Briefs (1962)
- Strictly for the Birds (1963)
- The Iron Maiden (1963)
- Nurse on Wheels (1963)
- Carry on Cleo (1964)
- The Big Job (1965)
- San Ferry Ann (1965)
- Don't Lose Your Head (1966)
- Carry on Screaming! (1966)
- Carry on Cowboy (1966)
- Doctor in Clover (1966)
- Carry on Doctor (1967)
- Follow That Camel (1967)
- Carry On... Up the Khyber (1968)
- Carry on Again Doctor (1969)
- Carry on Camping (1969)
- Carry on Loving (1970)
- Doctor in Trouble (1970)
- Carry on Up the Jungle (1970)
- Carry on at Your Convenience (1971)
- A Christmas Carol (1971)
- The Magnificent Seven Deadly Sins (1971)
- Carry on Henry (1971)
- Carry on Abroad (1972)
- Carry on Christmas: Carry on Stuffing (1972)
- The Alf Garnett Saga (1972)
- Carry on Matron (1972)
- Carry on Christmas (1973)
- Carry on Girls (1973)
- Not Now Darling (1973)
- Don't Just Lie There, Say Something! (1973)
- The Cobblers of Umbridge (1973)
- Carry on Dick (1974)
- Carry on Behind (1975)
- One of Our Dinosaurs Is Missing (1975)
- A Journey to London (1975)
- Love Among the Ruins (1975)
- East Lynne (1976)
- Carry on England (1976)
- Carry on Emmannuelle (1978)
- Waters of the Moon (1983)
- Hay Fever (1984)
- Deceptions (1985)
- Agatha Christie's Miss Marple: A Murder Is Announced (1985)
- The Fool (1990)
- The Princess and the Cobbler (1993)
- The Canterville Ghost (1996) (1996)
- The Last of the Blonde Bombshells (2000)

## Televisieseries
- Here and Now (1955)
- London Playhouse (1955)
- BBC Sunday-Night Theatre (1955)
- The Buccaneers (1956 en 1957)
- Frankie Howerd (1956)
- Colonel March of Scotland Yard (1956)
- The Adventures of Robin Hood (1956)
- ITV Play of the Week (1957 en 1967)
- Our House (1960), 13 afleveringen
- ITV Television Playhouse (1960)
- BBC Sunday-Night Play (1961)
- Dial RIX (1962 en 1963)
- Hugh and I (1962)
- The Dick Emery Show (1963-1964), 12 afleveringen
- The Stanley Baxter Show (1963)
- A Christmas Night with the Stars (1963)
- The Benny Hill Show (1964)
- Thirty-Minute Theatre (1965)
- Comedy Playhouse (1966)
- Till Death Us Do Part (1967-1975), 11 afleveringen
- Sam and Janet (1967)
- Before the Fringe (1967), 2 afleveringen
- According to Dora (1968-1969), 4 afleveringen
- Beryl Reid Says Good Evening (1968)
- The Jimmy Logan Show (1969)
- The Kenneth Williams Show (1970)
- Tarbuck's Luck (1970)
- The Goodies (1971 en 1973)
- Father, Dear Father (1971)
- Decimal Five (voice) (1971)
- Six Dates with Barker (1971)
- Sykes (1972-1978), 5 afleveringen
- Jackanory Playhouse (1972)
- Men of Affairs (1973), 3 afleveringen
- Ooh La La! (1973)
- 7 of 1 (1973)
- Carry on Laughing! (1975), 11 afleveringen
- The Howerd Confessions (1976), 3 afleveringen
- The Two Ronnies (1976)
- Lord Tramp (1977), 6 afleveringen
- Born and Bred (1978-1980), 8 afleveringen
- In Loving Memory (1979 en 1986), 3 afleveringen
- Worzel Gummidge (1979-1980), 8 afleveringen
- Lady Killers (1980 en 1981)
- Dick Turpin (1980)
- Educating Marmalade (1982)
- Crown Court (1983)
- Hallelujah! (1984)
- Poor Little Rich Girls (1984)
- Dramarama (1984)
- Cockles (1984)
- Farrington of the F.O. (1986-1987), 14 afleveringen
- Doctor Who (1986), 4 afleveringen
- Simon and the Witch (1987-1988), 13 afleveringen
- Only Fools and Horses.... (1987)
- Super Gran (1987)
- Drummonds (1987)
- Victoria Wood (1989)
- On the Up (1990-1992), 19 afleveringen
- Cluedo (1990)
- Tonight at 8.30 (1991)
- One Foot in the Grave (1993)
- Screen One (1993)
- As Time Goes By (1994-1998), 9 afleveringen
- Martin Chuzzlewit (1994), 3 afleveringen
- Smokescreen (1994), 6 afleveringen
- My Good Friend (1995 en 1996), 3 afleveringen
- Just William (1995)
- Pie in the Sky (1995)
- Spark (1997)
- Hetty Wainthropp Investigates (1997)